# 폴리블렙파리데스과
폴리블렙파리데스과(Polyblepharidaceae)는 피라미모나스강 피라미모나스목에 속하는 녹조류과의 하나이다. 9속 13종으로 이루어져 있다.

## 하위 속
- Amphoraemonas - 유일종 A. scherffelii
- Chloraster - 유일종 C. gyrans
- Gyromitus - 2종
- Korschikoffia - 2종
- 폴리블렙파리데스속 (Polyblepharides) - 2종
- Printziella - 유일종 P. biflagellata
- Stephanoptera - 2종
- Sycamina - 유일종 S. nigrescens
- Tetrachloris - 유일종 T. merismopedioides